# Садово (област Варна)
Вижте пояснителната страница за други значения на Садово.
Садово е село в Североизточна България. То се намира в община Аврен, област Варна, и е на около 7 км от село Казашка река. Старото име на селото е Сулуджа-али („Високо водно място“).

## История
Българският облик на селото се оформя около 1829-30 г., когато се заселват няколко семейства ваяци от Голица и Еркеч и така заедно с околните села Венелин, Аврен и Здравец създават поредната еркешка колония.
Един от най-знаменитите кметове на селото е Кольо Душков, роден през 1915 г. в селото и участвал във Втората световна война. Той е кмет от 1965 г. до 1998 г. Прекарва ток и вода и асфалтира цялото село. Организира цех за производство на керамични съдове и свежда безработицата до минимум. Създава магазини, детска градина, училище и поща. Отначало в селото има един телефон, но след три години телефон вече има във всеки дом.

## Население

### Етнически състав

#### Преброяване на населението през 2011 г.
Численост и дял на етническите групи според преброяването на населението през 2011 г.:
|                     | Численост | Дял (в %) |
| Общо                | 325       | 100.00    |
| Българи             | 142       | 43,69     |
| Турци               | 43        | 13,23     |
| Цигани              | —         | —         |
| Други               | 4         | 1,23      |
| Не се самоопределят | 4         | 1,23      |
| Неотговорили        | 132       | 40,61     |

## Религии
Основната религия в селото е православието. Църквата в селото е осветена през 1869 г. и е именувана на св. Димитър Солунски.

## Редовни събития
Съборът на селото се празнува на 7 ноември - Димитровден (по стар стил).

## Личности
- Тодор Митев, член на Варненския окръжен съд през 1923 г.[3]